# Онхест Беотійський
Онхест (дав.-гр. Ογχηστός) — стародавнє місто на узбережжі Копаїдського озера в Беотії (Греція).
Було відоме рощею і храмом Посейдона, завдяки якому було центром амфіктіонії. На честь Посейдона в Онхесті проводилися бучні свята із кінськими перегонами.
Засновником міста вважали Онхеста, тестя мегарського царя Ніса. В Онхесті, згідно з легендами, народився і Мегарей, зять Ніса і його наступник на престолі, а також Амфіон та Ід, захисники Фів. Місто згадується також Гомером.